# Stazione di Lentini Diramazione
La stazione di Lentini Diramazione è una stazione senza traffico della linea ferroviaria Messina-Siracusa, punto di diramazione della linea per Caltagirone e Gela.

## Storia
La stazione di Lentini Diramazione, in origine denominata "Valsavoja", venne costruita dalla Società Vittorio Emanuele nell'ambito del progetto di strada ferrata nato per connettere le aree del siracusano con la città e con il porto di Catania per il convogliamento verso i mercati dei prodotti agricoli e soprattutto degli agrumi dell'area lentinese e della Piana di Catania.
La stazione venne costruita allo sbocco della lunga galleria omonima in posizione elevata, sul lato nord del Lago di Lentini; venne inaugurata il 1º luglio 1869 in concomitanza con l'apertura all'esercizio della tratta ferroviaria Catania Centrale- Stazione di Lentini.
Il 20 novembre 1889, con l'inaugurazione del primo tronco della linea per Caltagirone, assunse notevole importanza e divenne fermata obbligata per tutti i treni per assicurare l'interscambio dei viaggiatori e la consegna delle prescrizioni di servizio al personale. La stazione ha cambiato nome nella metà degli anni settanta: il vecchio nome di Valsavoia è stato sostituito da quello più anonimo di Lentini Diramazione.

## Strutture e impianti
La stazione consiste di un fabbricato, in tradizionale stile ferroviario a due livelli posto ad ovest del fascio binari.
Il fascio binari comprende il primo binario, di ricevimento per i treni che proseguono per Caltagirone e Gela; il secondo binario di corretto tracciato e di transito dei treni che non hanno fermata e il terzo binario di precedenza ed incrocio per servizio viaggiatori oltre ad alcuni binari merci. Nessun binario è munito di pensilina né di sottopassaggio. I vari binari dello scalo merci e di ricovero si trovano sul lato est della stazione che è dotata, su tale lato di un grande serbatoio rifornitore d'acqua per le locomotive a vapore.
Fino alla fine degli anni settanta nella stazione era operativo un apparato centrale elettrico a leve per il comando degli scambi e degli enti di stazione. In seguito venne sostituito da un più moderno apparato centrale ad itinerari in seguito all'attivazione del Comando Centralizzato del Traffico sulla tratta per Gela.

## Galleria d'immagini

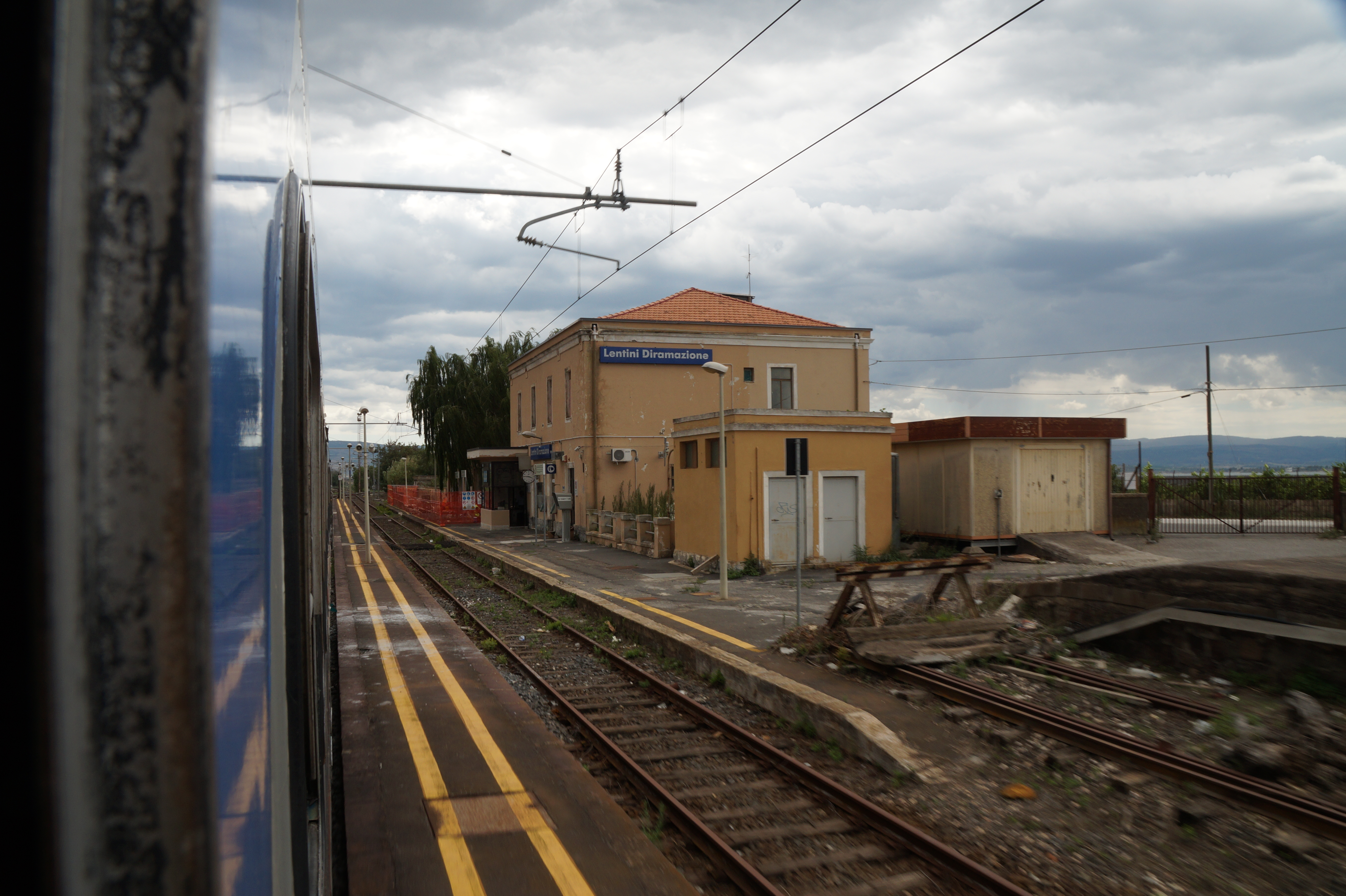
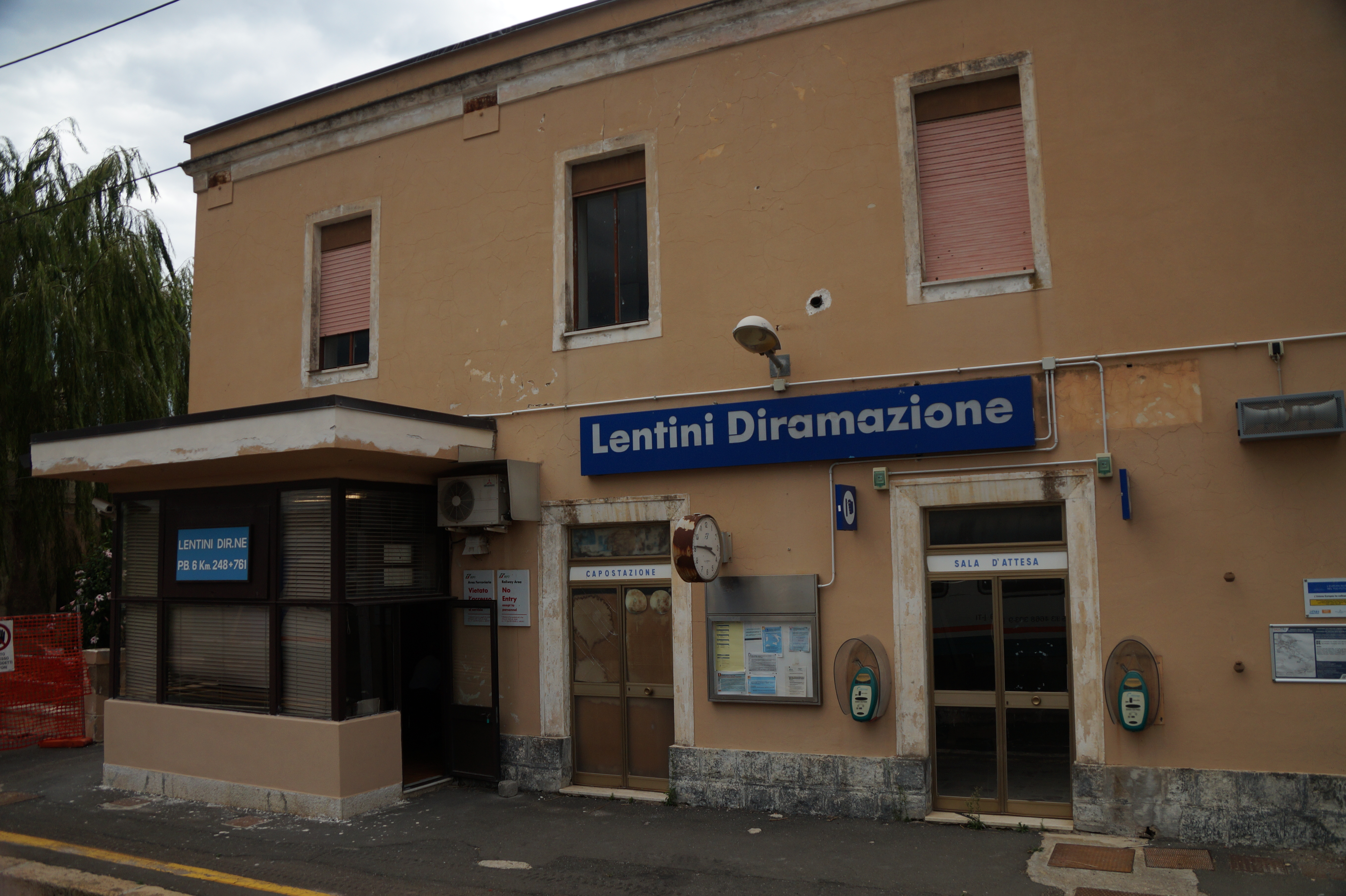
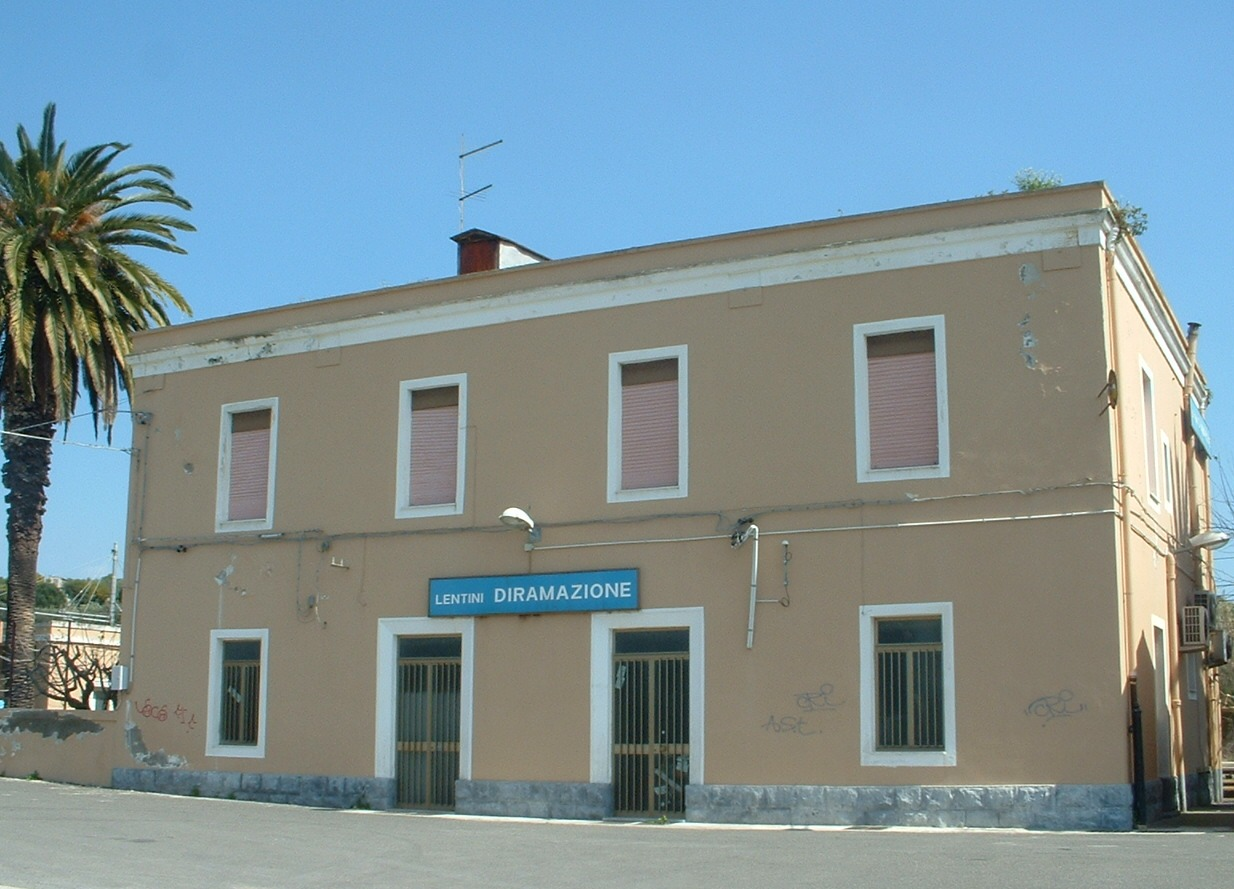

## Servizi
La stazione è dotata di:
- Biglietteria